# Heuchelbach
Der Heuchelbach ist der rund 10 km lange mittlere Quellbach des Eschbach. Historisch gesehen hat der Heuchelbach auf Teilstrecken viele Namen gehabt (Herzbach, Hirschbach, Eschbach, Altbach und andere). Wegen seiner Länge, dem größten Einzugsgebiet, ehemals stärksten Wasserführung und den historischen Bezeichnungen gilt der Bach als eigentlicher Oberlauf des Eschbach.

## Geographie

### Verlauf
Die Quelle des Heuchelbachs, der Habigsborn findet sich in 490 m Höhe über NN am Nordhang des Kellerbergs (Taunus). Hier ist an einem Baum von Vereinen ein Schild mit Aufschrift „Eschbachquelle“ angebracht. Höher gelegene Quellbereiche, wie noch in der Geologischen Karte angedeutet, sind heute nicht mehr ausgeprägt. Schon bald unterhalb des Habigsborns führt der Bach oft im Jahr kein Wasser mehr, weil das Kluftgrundwasser durch den tiefer gelegenen Elisabethenstollen zur Trinkwassergewinnung abgezogen wird. So ist auch der In 420–460 m ü. NN gelegene Kellerborn, früher eine Hauptquellzone des Heuchelbaches, heute deutlich abgetrocknet und vornehmlich mit Pfeifengras als Wechselfeuchtezeiger bestanden. Der Kellerborn geht auf die Schichtgrenze von kluftreicherem Taunusquarzit über weniger durchlässigem Hermeskeilsandstein zurück.
Im Talgrund dominieren Fichten. Für ein Mittelgebirge häufig sind die Lärchen an den Talhängen. Auf dem Gipfel des nahegelegenen Bleibeskopf (480 m ü. NN) finden sich noch Bestände eines Traubeneichenwaldes und ein Ringwall.
Vom Herzberg kommend mündet von links ein kleiner Bach ohne Namen. Am Elisabethenstein, einem Quarzitfelsen in 310 m ü. NN, befinden sich heute an der Schichtgrenze von Quarzit zum unterlagernden, dichteren Grünschiefer die Hauptquellen des Heuchelbaches. Sie führen ganzjährig Wasser.
1821 wurde die Elisabethenschneise erbaut. Hierzu musste die Leopoldsbrücke über den Heuchelbach erbaut werden. Architekt war der Hofmaurermeister Johann Weckerling. Die Inschrift im Zenit des Tonnengewölbes lautet: „FRIEDRICH JOSEPH Sv. LANDGRAF Z.H.HOMBURG d 15t N 1823“.
Der Heuchelbach (Hirschbach) passiert den Hirschgarten, den oberen Teil der heute wiederhergestellten landgräflichen Gärten und Teiche, den Erlenhof und die Buschwiesen (Freizeitgelände). In Dornholzhausen nimmt der Bach von links den Bach aus den Braumannswiesen auf.
In regenarmen Sommern fällt der Heuchelbach auf der Folgestrecke durch die Stadt Bad Homburg vor der Höhe oft trocken, weil er unter anderem keine nennenswerten Quellzuflüsse mehr verzeichnet. Zudem ist bei Durchfluss von Orten oft auch die Möglichkeit der Einsickerung von Bachwasser in tiefliegende Kanalbetten gegeben. Nach einer Passage durch den Schlosspark mit Einmündung des Lohrbaches (rechts von Oberstedten kommend) fließt der Heuchelbach vor Gonzenheim mit dem aus Oberstedten kommenden Dornbach innerhalb der Unterquerung der Pappelallee zusammen. Zwischen dem Schlosspark und dem Zusammenfluss wurde bereits beim Bau des alten Bad Homburger Kopfbahnhofs 1860 in den Verlauf eingegriffen und der Bach beim Bau des neuen Usinger Bahnhofs 1895 teilweise verlegt. Die Folgestrecke bis zum Zusammenfluss mit dem Kirdorfer Bach wird heute offiziell oft nach dem Dornbach bezeichnet.

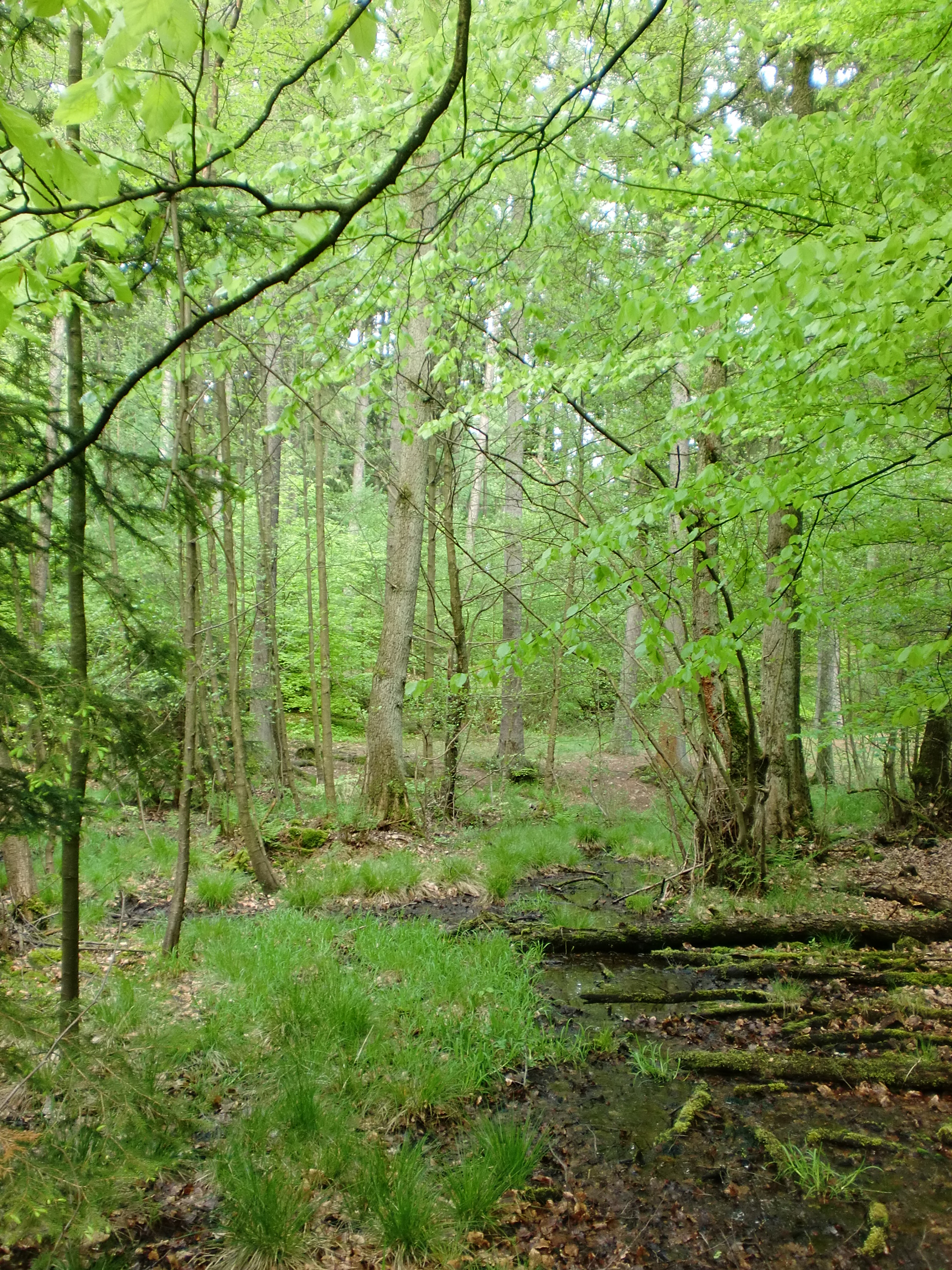
Quellsümpfe am Elisabethenstein
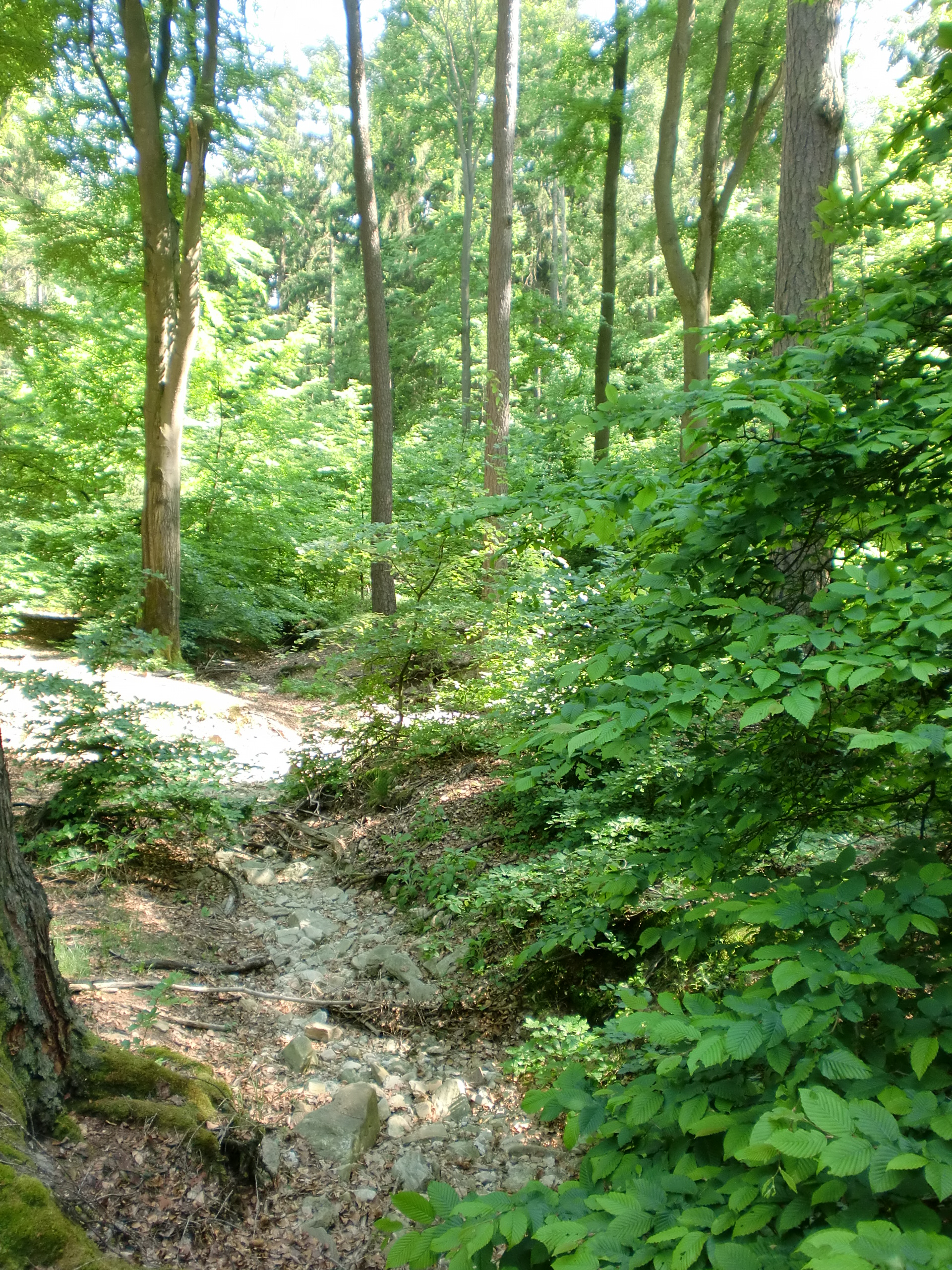
Heuchelbach unterhalb des Bleibeskopf (ausgetrocknet)
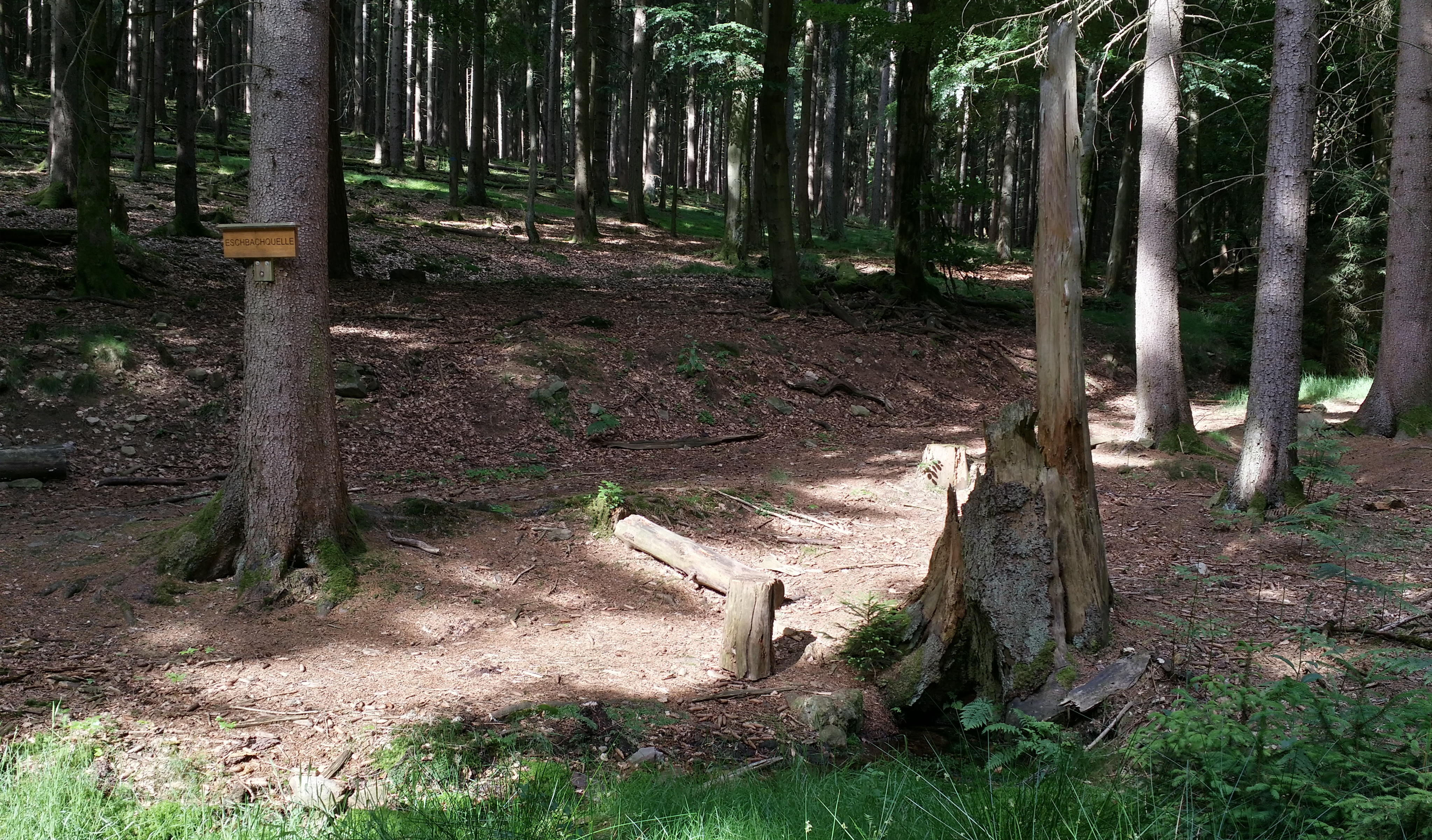
Habigsborn, Quelle des Heuchelbachs

### Flusssystem Nidda
- Fließgewässer im Flusssystem Nidda